# Anton Örje Sernros
Anton Karl Jonas Örje Sernros, född 25 april 2004, är en svensk fotbollsspelare som spelar för Sävedalens IF.

## Karriär
Örje Sernros har Gais som moderklubb, och skrev i september 2023 på ett lärlingskontrakt med Gais A-lag. Han debuterade i A-laget i en 6–0-match borta mot Gefle IF den 23 september 2023, då han byttes in i den 66:e minuten. Till säsongen 2024 gick han till Sävedalens IF i division II.

## Privatliv
Örje Sernros är barnbarn till Bertil Sernros, som spelade 281 matcher för Gais åren 1939–1956. Hans tvillingbror, Sebastian Örje Sernros, spelade också för Gais akademi.